# Europese kampioenschappen veldrijden 2012
De Europese kampioenschappen veldrijden 2012 was de tiende editie van de Europese kampioenschappen veldrijden georganiseerd door de UEC.
Het kampioenschap bestond uit de volgende categorieën:
|                                     |                    |
| • Vrouwen elite (17 jaar en ouder)  | 0000 1996 en ouder |
|                                     |                    |
| • Mannen beloften (19 t/m 22 jaar)  | 0000 1991 - 1994   |
| • Jongens junioren (17 t/m 18 jaar) | 0000 1995 - 1996   |

## Medailleoverzicht
| Categorie        | Goud                 | Goud   | Zilver            | Zilver | Brons              | Brons  |
| Mannen           | Mannen               | Mannen | Mannen            | Mannen | Mannen             | Mannen |
| ---------------- | -------------------- | ------ | ----------------- | ------ | ------------------ | ------ |
| Mannen beloften  | Mike Teunissen       |        | Corné van Kessel  |        | Julian Alaphilippe |        |
| Jongens junioren | Mathieu van der Poel |        | Clement Russo     |        | Yannick Peeters    |        |
| Vrouwen          |                      |        |                   |        |                    |        |
| Vrouwen elite    | Helen Wyman          |        | Sanne van Paassen |        | Nikki Harris       |        |

## Resultaten

### Vrouwen elite
| №      | Naam                     | Land |
| ------ | ------------------------ | ---- |
| Goud   | Helen Wyman              | GBR  |
| Zilver | Sanne van Paassen        | NED  |
| Brons  | Nikki Harris             | GBR  |
| 4      | Christel Ferrier-Bruneau | FRA  |
| 5      | Sanne Cant               | BEL  |
| 6      | Lucie Chainel-Lefèvre    | FRA  |
| 7      | Gabby Day                | GBR  |
| 8      | Louise Robinson          | GBR  |
| 9      | Sophie de Boer           | NED  |
| 10     | Ellen Van Loy            | BEL  |

### Mannen beloften
| №      | Naam                   | Land |
| ------ | ---------------------- | ---- |
| Goud   | Mike Teunissen         | NED  |
| Zilver | Corné van Kessel       | NED  |
| Brons  | Julian Alaphilippe     | FRA  |
| 4      | Jens Adams             | BEL  |
| 5      | Wout van Aert          | BEL  |
| 6      | Emiel Dolfsma          | NED  |
| 7      | Clément Venturini      | FRA  |
| 8      | Tim Merlier            | BEL  |
| 9      | Toon Aerts             | BEL  |
| 10     | Michael Vanthourenhout | BEL  |

### Jongens junioren
| №      | Naam                 | Land |
| ------ | -------------------- | ---- |
| Goud   | Mathieu van der Poel | NED  |
| Zilver | Clement Russo        | FRA  |
| Brons  | Yannick Peeters      | BEL  |
| 4      | Martijn Budding      | NED  |
| 5      | Nicolas Cleppe       | BEL  |
| 6      | Gioele Bertolini     | BEL  |
| 7      | Kobe Goossens        | BEL  |
| 8      | Thomas Joseph        | BEL  |
| 9      | Quinten Hermans      | BEL  |
| 10     | Richard Jansen       | NED  |

## Medaillespiegel
| Plaats | Land                | Goud | Zilver | Brons | Totaal |
| 1      | Nederland           | 2    | 2      | 0     | 4      |
| 2      | Verenigd Koninkrijk | 1    | 0      | 1     | 2      |
| 3      | Frankrijk           | 0    | 1      | 1     | 2      |
| 4      | België              | 0    | 0      | 1     | 1      |
| Totaal | Totaal              | 3    | 3      | 3     | 9      |

Kampioenschappen:  Wereldkampioenschappen · 
 Europese kampioenschappen · 
 Belgische kampioenschappen · 
 Nederlandse kampioenschappen
Klassementen:  Wereldbeker · 
 Superprestige · 
 Bpost bank trofee ·
 TOI TOI Cup ·
 Challenge national
Overig:  Soudal Classics
2003 · 
2004 · 
2005 · 
2006 · 
2007 · 
2008 · 
2009 · 
2010 · 
2011 · 
2012 · 
2013 · 
2014 · 
2015 · 
2016 · 
2017 · 
2018 · 
2019 · 
2020 · 
2021 ·
2022 ·
2023 ·
2024 ·
2025 ·
2026